# Organo della chiesa di San Valentino a Kiedrich

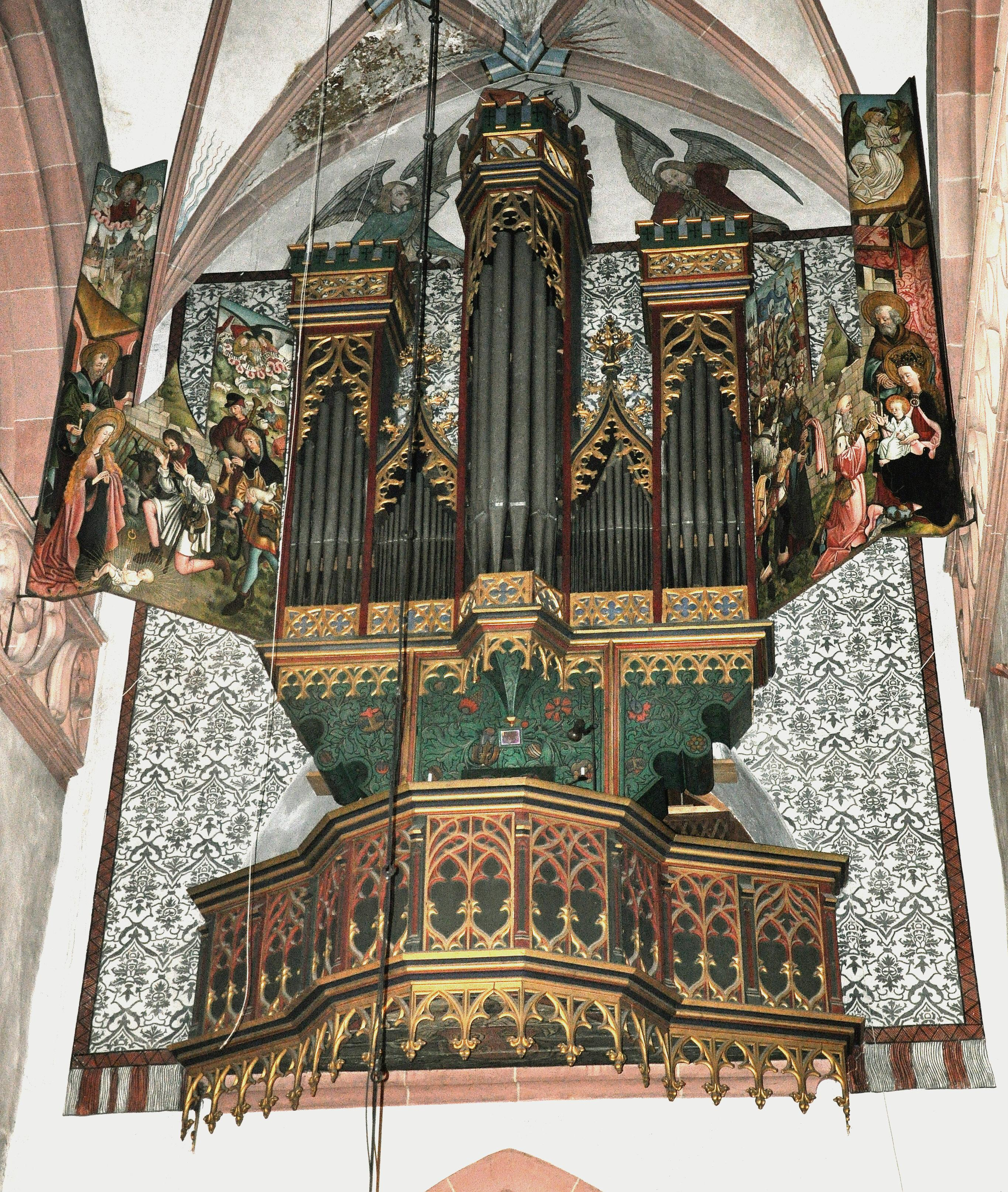
L'organo della chiesa di San Valentino a Kiedrich.

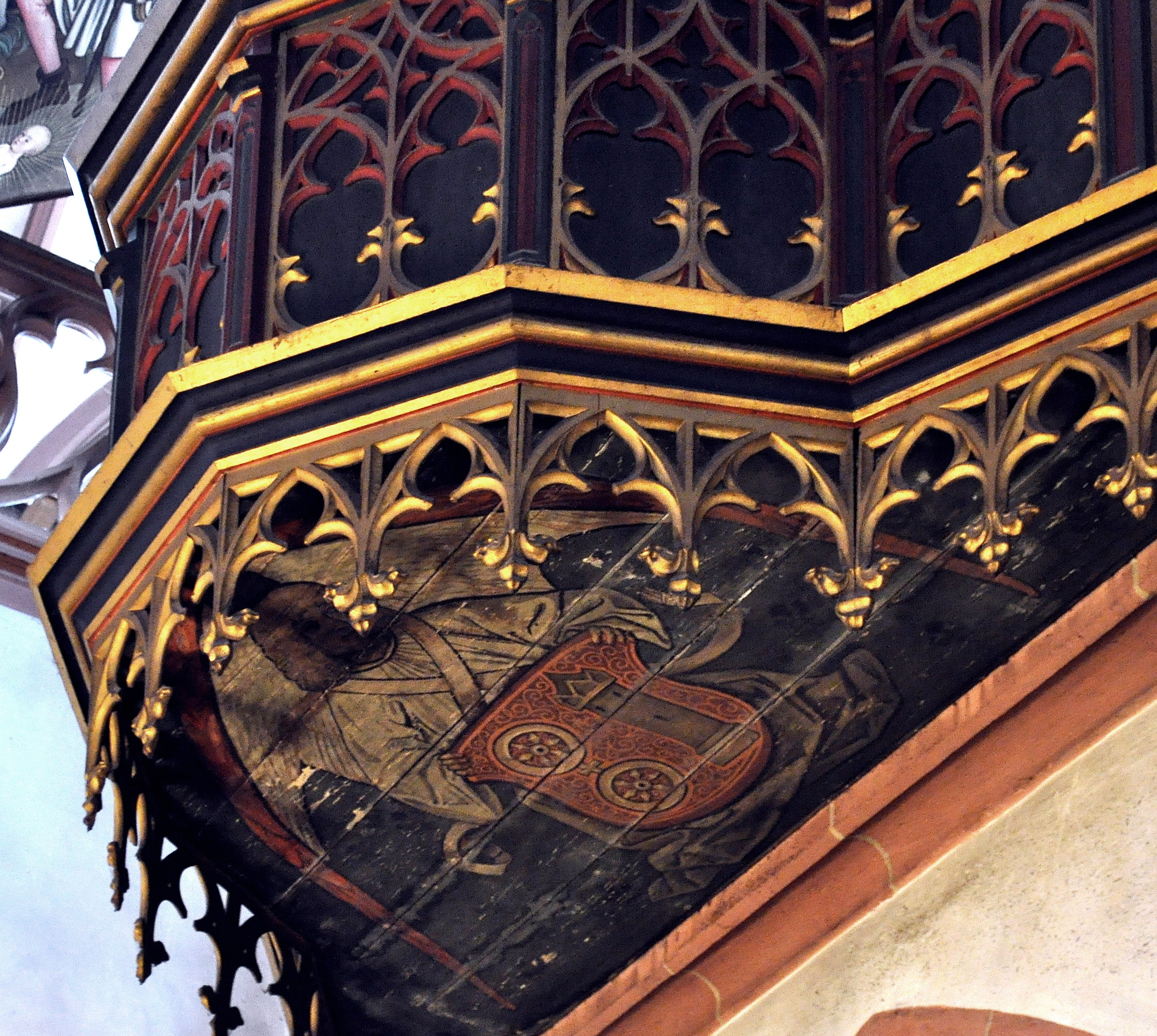
Particolare della cassa.

Con organo della chiesa di San Valentino ci si riferisce a un organo monumentale costruito a Kiedrich, in Germania.

## Storia
Lo strumento, originariamente dotato di un solo manuale, venne realizzato da un organaro sconosciuto. Un tempo, a causa di alcune iscrizioni sulle canne, si pensava che l'organo risalisse al 1313. Tuttavia, studi più recenti hanno escluso questa ipotesi, accreditando la sua costruzione nel periodo fra il 1500 e il 1520. Si tratta, comunque, dell'organo più antico ancora funzionante in Assia, nonché di uno dei più antichi presenti in Germania.
Johannes Wendel Kirchner, fra il 1653 e il 1653, riparò il somiere e alcune canne, e, nel 1673, venne aggiunto il secondo manuale. Ulteriori interventi ebbero luogo fra il 1686 e il 1692, prevalentemente per provvedere a riparazioni. Elias Salvianer, nel 1710, rinnovò completamente lo strumento. Nella stessa occasione fu scritta la prima disposizione fonica, la quale parlava di un organo da otto registri nell'hauptwerk e da sei nel positivo. La pedaliera indipendente venne aggiunta nel 1722. Fra il 1715 e il 1745 ebbero luogo cinque interventi di riparazione, e, nel 1760, la cassa venne ricostruita in stile barocco.
Benché fra il 1768 e il 1806 si fossero susseguite ben dieci riparazioni, l'organo, a metà del XIX secolo, iniziò a diventare insuonabile per via di numerosi problemi tecnici. Tuttavia, a causa della scarsità dei fondi, non poté essere eseguito alcun intervento completo. Il baronetto inglese John Sutton, amante della musica organistica, decise allora di finanziare di tasca propria gli interventi di recupero dello strumento, e i lavori ebbero luogo fra il 1858 e il 1860. Durante questo intervento vennero ripristinate le caratteristiche antiche, come la cassa gotica e la reintonazione secondo il temperamento mesotonico, eliminando le aggiunte barocche.
L'ultimo restauro venne eseguito fra il 1985 e il 1987.

## Caratteristiche tecniche
Attualmente l'organo è dotato di trasmissione interamente meccanica, l'intonazione è in chorton e il temperamento è il mesotonico. La disposizione fonica è la seguente:
| Primo manuale - Positiv |        |  |
| Gedackt                 | 8'     |  |
| Principal               | 4'     |  |
| Flöte                   | 4'     |  |
| Waldflöte               | 2'     |  |
| Quinte                  | 1' 1/3 |  |
| Superoctave             | 1'     |  |

| Secondo manuale - Hauptwerk |        |  |
| Großgedackt                 | 16'    |  |
| Principal                   | 8'     |  |
| Octave                      | 4'     |  |
| Flötengedackt               | 4'     |  |
| Quinte                      | 2' 2/3 |  |
| Octave                      | 2'     |  |
| Mixtur IV                   | 1' 1/3 |  |
| Cymbel II                   | 1/2'   |  |

| Pedal          |         |  |
| Subbaß         | 16'     |  |
| Principal      | 8'      |  |
| Doppelquinte   | 5' 1/3  |  |
| Octave         | 4'      |  |
| Quinte         | 2' 2/3  |  |
| Superoctave II | 2' + 1' |  |
| Mixtur IV      | 2'      |  |

| Accessori       |
| Tremulant in HW |
| Windablass      |
| Kalkantenglocke |